# Micrapate dinoderoides
Micrapate dinoderoides är en skalbaggsart som först beskrevs av Horn 1878.  Micrapate dinoderoides ingår i släktet Micrapate och familjen kapuschongbaggar. Inga underarter finns listade i Catalogue of Life.

## Bildgalleri

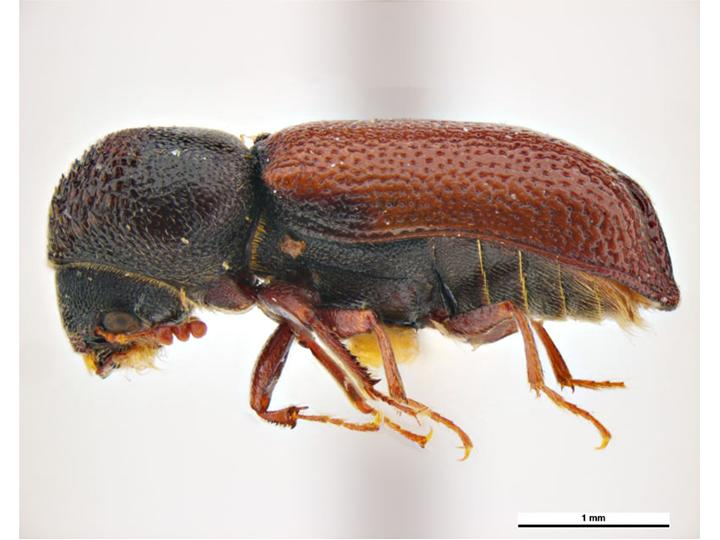
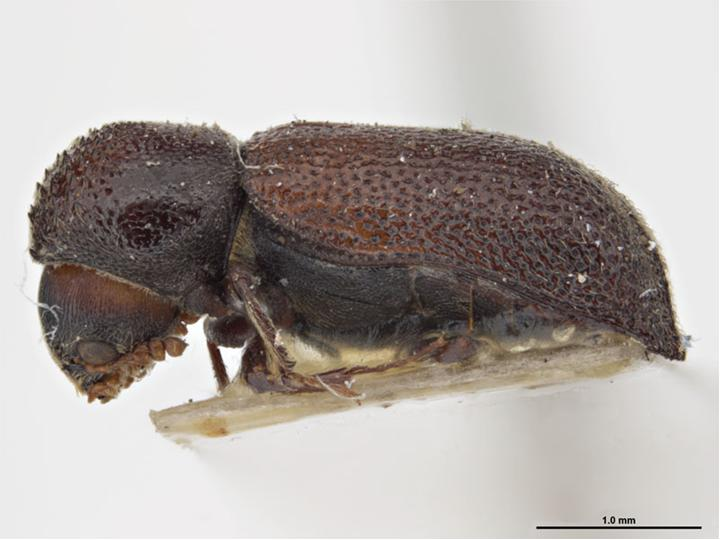